# Dominik Moll
Pour les articles homonymes, voir Moll.
Dominik Moll, né le 7 mai 1962 à Bühl (alors en Allemagne de l'Ouest), est un réalisateur et scénariste français d'origine allemande.

## Biographie
Né d'un père allemand et d'une mère française, Dominik Moll a grandi à Baden-Baden avant de partir étudier à l'université de la ville de New York, puis à l'Institut des hautes études cinématographiques (l'IDHEC, devenue la Fémis), où il a réalisé plusieurs courts-métrages. Lors de son passage à l'IDHEC, il a rencontré ses premiers partenaires artistiques, Laurent Cantet et Gilles Marchand.
En 1983, Dominik Moll tourne son premier court-métrage, The Blanket, d'après une nouvelle de Charles Bukowski.
En 2000, il coécrit et réalise Harry, un ami qui vous veut du bien, un thriller sélectionné en compétition au 53e Festival de Cannes et récompensé par quatre Césars l'année suivante, dont ceux du meilleur réalisateur, et du meilleur acteur pour Sergi López.
En 2005, il réalise le film fantastique à suspense Lemming avec Charlotte Gainsbourg, André Dussollier et Charlotte Rampling, qui fait l'ouverture du 58e Festival de Cannes.
En 2011, il met en scène Le Moine d'après Matthew Gregory Lewis avec Vincent Cassel  dans le rôle-titre.
Son film La Nuit du 12, sur le sujet des féminicides, est sélectionné hors compétition lors du 75e Festival de Cannes et reçoit le César du meilleur film et de la meilleure réalisation en 2023.

## Prises de position politique
Le 7 avril 2023, dans le cadre de la remise du prix du César des lycéens pour son film La Nuit du 12, Dominik Moll félicite ironiquement le courage de Pap Ndiaye, ministre de l'Éducation nationale du gouvernement d'Élisabeth Borne sous la présidence d'Emmanuel Macron. À ses yeux, le gouvernement et le président ont des discours et des attitudes contraires aux valeurs de l'Éducation nationale. Il est copieusement applaudi et la vidéo devient virale.

## Filmographie

### Comme réalisateur

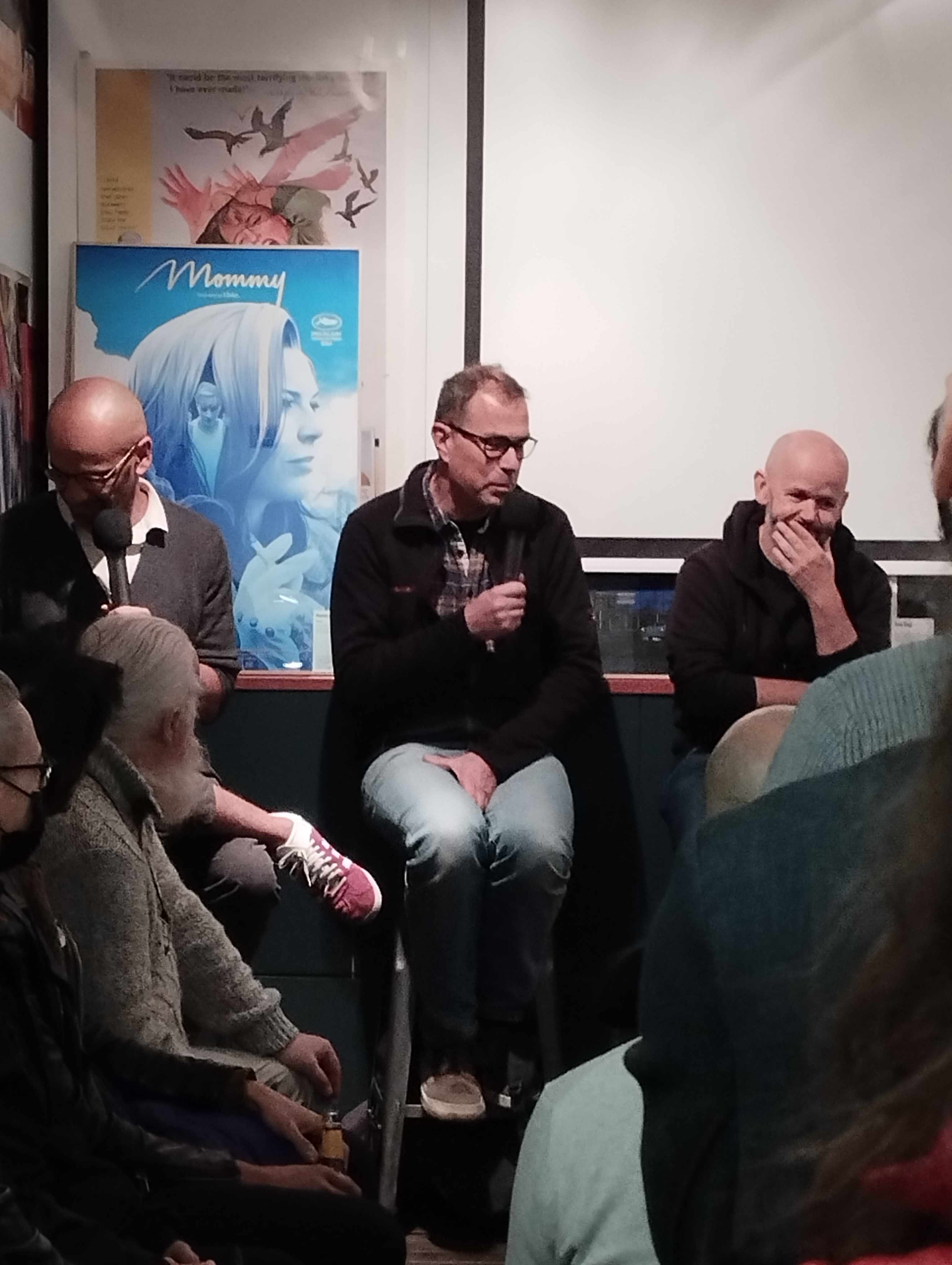
Dominik Moll aux côtés de Gilles Marchand à la boutique Potemkine, à l'occasion de la sortie vidéo de La Nuit du 12, le 23 novembre 2022.

- 1987 : Le Gynécologue et sa secrétaire, un des six courts-métrages réalisés durant ses études.
- 1993 : Intimité, premier long métrage, inspiré d'une nouvelle de Jean-Paul Sartre.
- 2000 : Harry, un ami qui vous veut du bien
- 2005 : Lemming
- 2011 : Le Moine (tiré du roman homonyme)
- 2013 : Tunnel (série télévisée)[4].
- 2016 : Des nouvelles de la planète Mars
- 2019 : Eden (série télévisée Arte)
- 2019 : Seules les bêtes
- 2022 : La Nuit du 12
- 2025 : Dossier 137

### Comme scénariste
Dominik Moll a écrit ou coécrit ses propres films, ainsi que :
- 2010 : L'Autre Monde, film réalisé par Gilles Marchand, co-scénarisé avec lui.
- 2017 : Dans la forêt, film réalisé par Gilles Marchand, co-scénarisé avec lui[5].

### Comme assistant réalisateur
- 1994 : Veillées d'armes : histoire du journalisme en temps de guerre, documentaire de Marcel Ophüls, avec Laurent Cantet.
- 1997 : Les Sanguinaires, téléfilm de Laurent Cantet.
- 1999 : C'est plus fort que moi, court-métrage de Gilles Marchand.
- 1999 : Ressources humaines, long-métrage de Laurent Cantet.

### Autres activités
Il a été monteur sur plusieurs films dont :
- 1993 : Joyeux Noël (court métrage) réalisé par Gilles Marchand ;
- 1995 : Le Cri de Tarzan réalisé par Thomas Bardinet.

Il a aussi joué un petit rôle dans un film :
- 2009 : La Reine des pommes réalisé par Valérie Donzelli

Il a été consultant technique sur un film :
- 2003 : Qui a tué Bambi ? réalisé par Gilles Marchand

Il intervient dans les bonus DVD de ces films / documentaires :
- Le crime était presque parfait (Dial M for murder), film d'Alfred Hitchcock, édition collector 2 DVD. Neuilly-sur-Seine : Warner Bros France, 2005.  (EAN 7321950722129)
- Hitchcock : le maître du suspense, coffret 5 DVD. Issy-les-Moulineaux : TF1 vidéo, 2005.  (EAN 3384442064811) (contient : Les 39 marches)
- Agent secret (Sabotage), film d'Alfred Hitchcock. Issy-les-Moulineaux : TF1 vidéo, 2008.  (EAN 3384442192064)
- Une femme disparaît (The Lady Vanishes), film d'Alfred Hitchcock. Issy-les-Moulineaux : TF1 vidéo, 2008.  (EAN 3384442019484)
- Jeune et Innocent (Young and Innocent), film d'Alfred Hitchcock. Issy-les-Moulineaux : TF1 vidéo, 2008.  (EAN 3384442019507)
- Quatre de l'espionnage (Secret Agent), film d'Alfred Hitchcock. Issy-les-Moulineaux : TF1 vidéo, 2008.  (EAN 3384442019491)
- Le Scandale Clouzot, documentaire de Pierre-Henri Gibert. Diffusé le 15 novembre 2017 sur TV première. Paris : Éd. Montparnasse, 10/2018.  (EAN 3346030029213)

## Distinctions

### Récompenses
- 2000 : prix Henri-Jeanson de la SACD.
- Prix des auditeurs du Masque et la Plume du meilleur film français de l'année 2000 pour Harry, un ami qui vous veut du bien
- César 2001 : meilleur réalisateur pour Harry, un ami qui vous veut du bien.
- Festival international du film de Tokyo 2019 : prix du public pour Seules les bêtes[6].
- Prix des auditeurs du Masque et la Plume du meilleur film français de l'année 2022 pour La Nuit du 12[7]
- César 2023 : meilleure réalisation, meilleur film et meilleure adaptation pour La Nuit du 12

### Nominations et sélections
- Festival de Cannes 2000 : sélection officielle en compétition avec Harry, un ami qui vous veut du bien
- César 2001 : meilleur film et meilleur scénario pour Harry, un ami qui vous veut du bien
- BAFTA Awards 2001 : meilleur film en langue étrangère pour Harry, un ami qui vous veut du bien
- Festival de Cannes 2005 : sélection officielle en compétition avec Lemming
- César 2020 : meilleure adaptation pour Seules les bêtes
- Festival de Cannes 2022 : sélection « Cannes Première » pour La Nuit du 12